# Championnat d'Europe Division B masculin de basket-ball des moins de 20 ans 2025
 (juillet 2025).
Si vous disposez d'ouvrages ou d'articles de référence ou si vous connaissez des sites web de qualité traitant du thème abordé ici, merci de compléter l'article en donnant les références utiles à sa vérifiabilité et en les liant à la section « Notes et références ».
Navigation
2024 2026
Le championnat d'Europe Division B masculin de basket-ball des moins de 20 ans 2025 est la 19e édition du Championnat d'Europe de basket-ball masculin des moins de 20 ans. Le tournoi se déroule à Erevan, en Arménie, du 11 au 20 juillet 2025. Elle regroupe 21 des 37 sélections nationales européennes composées de joueurs âgés de 20 ans et moins, nés au plus tôt en 2005.
La Lettonie remporte le titre en s'imposant face à la Croatie sur le score de 74 à 64. Les deux équipes, ainsi que la Turquie, troisième, accède à la division supérieure.

## Formule de la compétition
21 équipes composées de joueurs âgés de 20 ans ou moins, nés en 2005 ou après, participent à la compétition. Les trois dernières équipes du championnat d'Europe 2024 de première division ainsi que 18 équipes inscrites sont engagées.
Les 21 pays sont répartis en trois groupes de cinq et un groupe de six équipes, nommés de A à D. Lors du premier tour, chaque équipe rencontre une fois les autres équipes du groupe.
Les deux premières équipes de chaque groupe se qualifieront pour les quarts de finale. Les équipes classées troisième et quatrième se qualifieront pour les éliminatoires, classées de la 9e à la 16e place ; les autres équipes jouent pour les places 17 à 21.

## Équipes participantes
- Albanie
- Arménie
- Autriche
- Bulgarie
- Croatie
- Danemark
- Estonie
- Géorgie
- Royaume-Uni
- Hongrie
- Irlande
- Kosovo
- Lettonie
- Monténégro (16e place, Championnat d'Europe masculin de basket-ball des moins de 20 ans 2024 Division A)
- Pays-Bas
- Macédoine du Nord (15e place, Championnat d'Europe masculin de basket-ball des moins de 20 ans 2024 Division A)
- Portugal
- Slovaquie
- Suède
- Suisse
- Turquie (14e place, Championnat d'Europe masculin de basket-ball des moins de 20 ans 2024 Division A)

## Phase de groupe
Le tirage au sort du premier tour a eu lieu le 28 janvier 2025 à Freising, en Allemagne,.
Au premier tour, les équipes ont été réparties en quatre groupes. Les deux premières équipes de chaque groupe se qualifieront pour les quarts de finale. Les équipes classées troisième et quatrième se qualifieront pour les éliminatoires, classées de la 9e à la 16e place ; les autres équipes joueront pour les places 17 à 21.
« Tous les horaires sont indiqués en heure locale (Heure d'Arménie – UTC+4).»

### Groupe A
| Rang | Équipe      | Pts | J | G | N | P | Bp  | Bc  | Diff | Qualification        |
| ---- | ----------- | --- | - | - | - | - | --- | --- | ---- | -------------------- |
| 1    | Croatie     | 8   | 4 | 4 | 0 | 0 | 337 | 249 | +88  | Quart de Finale      |
| 2    | Royaume-Uni | 6   | 4 | 2 | 0 | 2 | 253 | 268 | −15  | Quart de Finale      |
| 3    | Portugal    | 6   | 4 | 2 | 0 | 2 | 277 | 280 | −3   | matchs de classement |
| 4    | Bulgarie    | 5   | 4 | 1 | 0 | 3 | 252 | 311 | −59  | matchs de classement |
| 5    | Slovaquie   | 5   | 4 | 1 | 0 | 3 | 262 | 273 | −11  | matchs de classement |

| 11 juillet 2025 | Boxscore | Royaume-Uni                                       | 75–61                    | Bulgarie                           |  | Mika Sport Complex Affluence : 50 Arbitres : Kirile Tvauri (GEO), Ioannis Tsibouris (GRE), Samu Turunen (FIN) |
| 11 juillet 2025 | Boxscore | Score par quart-temps : 20–16, 15–20, 18–16, 22–9 |                          |                                    |  | Mika Sport Complex Affluence : 50 Arbitres : Kirile Tvauri (GEO), Ioannis Tsibouris (GRE), Samu Turunen (FIN) |
| 11 juillet 2025 | Boxscore | Onyia 15 Onyia 10 Campbell, Perry-Huggins 3       | Points Rebonds Passes d. | Korestilov 12 3 joueurs 4 Kadiev 6 |  | Mika Sport Complex Affluence : 50 Arbitres : Kirile Tvauri (GEO), Ioannis Tsibouris (GRE), Samu Turunen (FIN) |

| 11 juillet 2025 | Boxscore | Portugal                                           | 63–80                    | Croatie                            |  | Sport and Music Complex Affluence : 50 Arbitres : Vicente Martinez Silla (ESP), Skirmantas Letukas (DEN), Gilbert Hoxha (ALB) |
| 11 juillet 2025 | Boxscore | Score par quart-temps : 14–23, 11–14, 15–17, 23–26 |                          |                                    |  | Sport and Music Complex Affluence : 50 Arbitres : Vicente Martinez Silla (ESP), Skirmantas Letukas (DEN), Gilbert Hoxha (ALB) |
| 11 juillet 2025 | Boxscore | Gomes 16 Panzo 8 Coelho 4                          | Points Rebonds Passes d. | Škrobot 16 4 joueurs 6 Torbarina 7 |  | Sport and Music Complex Affluence : 50 Arbitres : Vicente Martinez Silla (ESP), Skirmantas Letukas (DEN), Gilbert Hoxha (ALB) |

| 12 juillet 2025 | Boxscore | Slovaquie                                         | 67–78                    | Portugal                   |  | Mika Sport Complex Affluence : 43 Arbitres : Stylianos Simeonidis (GRE), Michail Papaioannou (SUI), Alexander Egil Reiertsen (NOR) |
| 12 juillet 2025 | Boxscore | Score par quart-temps : 13–21, 20–23, 19–8, 15–26 |                          |                            |  | Mika Sport Complex Affluence : 43 Arbitres : Stylianos Simeonidis (GRE), Michail Papaioannou (SUI), Alexander Egil Reiertsen (NOR) |
| 12 juillet 2025 | Boxscore | Luttmerding 17 Simonides 6 Kovacik 6              | Points Rebonds Passes d. | Noronha 17 Panzo 8 Victo 4 |  | Mika Sport Complex Affluence : 43 Arbitres : Stylianos Simeonidis (GRE), Michail Papaioannou (SUI), Alexander Egil Reiertsen (NOR) |

| 12 juillet 2025 | Boxscore | Croatie                                           | 80–63                    | Royaume-Uni                               |  | Mika Sport Complex Affluence : 58 Arbitres : Radomir Vojinovic (MNE), Emmouil Tsolakos (GRE), Nace Mohorič (SLO) |
| 12 juillet 2025 | Boxscore | Score par quart-temps : 21–20, 11–15, 28–9, 20–19 |                          |                                           |  | Mika Sport Complex Affluence : 58 Arbitres : Radomir Vojinovic (MNE), Emmouil Tsolakos (GRE), Nace Mohorič (SLO) |
| 12 juillet 2025 | Boxscore | Torbarina 12 Torbarina 7 Sare 5                   | Points Rebonds Passes d. | Onyia 11 Wilkinson 6 Campbell, Maddison 3 |  | Mika Sport Complex Affluence : 58 Arbitres : Radomir Vojinovic (MNE), Emmouil Tsolakos (GRE), Nace Mohorič (SLO) |

| 13 juillet 2025 | Boxscore | Royaume-Uni                                      | 48–61                    | Slovaquie                      |  | Mika Sport Complex Affluence : 50 Arbitres : Lauri Jäämaa (FIN), Pierre Landy (FRA), Tolga Edis (TUR) |
| 13 juillet 2025 | Boxscore | Score par quart-temps : 17–12, 9–11, 9–18, 13–20 |                          |                                |  | Mika Sport Complex Affluence : 50 Arbitres : Lauri Jäämaa (FIN), Pierre Landy (FRA), Tolga Edis (TUR) |
| 13 juillet 2025 | Boxscore | Onyia 10 Onyia 12 Wilkinson 4                    | Points Rebonds Passes d. | Kovacik 15 Matusek 8 Kovacik 3 |  | Mika Sport Complex Affluence : 50 Arbitres : Lauri Jäämaa (FIN), Pierre Landy (FRA), Tolga Edis (TUR) |

| 13 juillet 2025 | Boxscore | Bulgarie                                          | 56–99                    | Croatie                        |  | Sport and Music Complex Affluence : 54 Arbitres : Hendrik Laas (EST), Andrej Zlatevski (MKD), Alexander Egil Reiertsen (NOR) |
| 13 juillet 2025 | Boxscore | Score par quart-temps : 19–24, 19–27, 8–24, 10–24 |                          |                                |  | Sport and Music Complex Affluence : 54 Arbitres : Hendrik Laas (EST), Andrej Zlatevski (MKD), Alexander Egil Reiertsen (NOR) |
| 13 juillet 2025 | Boxscore | Kadiev 13 Bochev 6 Kadiev 5                       | Points Rebonds Passes d. | Zemljic 23 Pesic 10 Zagorsak 5 |  | Sport and Music Complex Affluence : 54 Arbitres : Hendrik Laas (EST), Andrej Zlatevski (MKD), Alexander Egil Reiertsen (NOR) |

| 15 juillet 2025 | Boxscore | Portugal                                           | 66–67                    | Royaume-Uni                                |  | Sport and Music Complex Affluence : 51 Arbitres : Polat Parlak (TUR), László Goda (HUN), Andrej Zlatevski (MKD) |
| 15 juillet 2025 | Boxscore | Score par quart-temps : 20–17, 13–11, 11–22, 22–17 |                          |                                            |  | Sport and Music Complex Affluence : 51 Arbitres : Polat Parlak (TUR), László Goda (HUN), Andrej Zlatevski (MKD) |
| 15 juillet 2025 | Boxscore | Andrade 16 Filipe, Panzo 6 Panzo 3                 | Points Rebonds Passes d. | Michaels 18 Onyia 16 Campbell, Wilkinson 4 |  | Sport and Music Complex Affluence : 51 Arbitres : Polat Parlak (TUR), László Goda (HUN), Andrej Zlatevski (MKD) |

| 15 juillet 2025 | Boxscore | Slovaquie                                          | 67–69                    | Bulgarie                       |  | Sport and Music Complex Affluence : 60 Arbitres : Joaquin Garcia (ESP), Gabrielius Simonavičius (LTU), Amar Djekovic (KOS) |
| 15 juillet 2025 | Boxscore | Score par quart-temps : 15–22, 10–11, 21–20, 21–16 |                          |                                |  | Sport and Music Complex Affluence : 60 Arbitres : Joaquin Garcia (ESP), Gabrielius Simonavičius (LTU), Amar Djekovic (KOS) |
| 15 juillet 2025 | Boxscore | Kovacik 17 Matusek 9 Kovacik 3                     | Points Rebonds Passes d. | Kadiev 15 Bochev 10 Dimitrov 5 |  | Sport and Music Complex Affluence : 60 Arbitres : Joaquin Garcia (ESP), Gabrielius Simonavičius (LTU), Amar Djekovic (KOS) |

| 16 juillet 2025 | Boxscore | Croatie                                            | 78–67                    | Slovaquie                          |  | Sport and Music Complex Affluence : 41 Arbitres : Ioannis Tsibouris (GRE), László Goda (HUN), Blazo Begenisic (SWE) |
| 16 juillet 2025 | Boxscore | Score par quart-temps : 18–22, 12–10, 25–23, 23–12 |                          |                                    |  | Sport and Music Complex Affluence : 41 Arbitres : Ioannis Tsibouris (GRE), László Goda (HUN), Blazo Begenisic (SWE) |
| 16 juillet 2025 | Boxscore | Sare 16 Zagorsak 8 Torbarina 3                     | Points Rebonds Passes d. | Luttmerding 21 Farkas 12 Kovacik 4 |  | Sport and Music Complex Affluence : 41 Arbitres : Ioannis Tsibouris (GRE), László Goda (HUN), Blazo Begenisic (SWE) |

| 16 juillet 2025 | Boxscore | Bulgarie                                           | 66–70                    | Portugal                  |  | Mika Sport Complex Affluence : 50 Arbitres : Kirile Tvauri (GEO), Skirmantas Letukas (DEN), Emmouil Tsolakos (GRE) |
| 16 juillet 2025 | Boxscore | Score par quart-temps : 21–18, 15–19, 15–17, 15–16 |                          |                           |  | Mika Sport Complex Affluence : 50 Arbitres : Kirile Tvauri (GEO), Skirmantas Letukas (DEN), Emmouil Tsolakos (GRE) |
| 16 juillet 2025 | Boxscore | Hinkov 18 Korestilov 6 Kadiev 7                    | Points Rebonds Passes d. | Santos 22 Panzo 7 Victo 7 |  | Mika Sport Complex Affluence : 50 Arbitres : Kirile Tvauri (GEO), Skirmantas Letukas (DEN), Emmouil Tsolakos (GRE) |

### Groupe B
| Rang | Équipe     | Pts | J | G | N | P | Bp  | Bc  | Diff | Qualification        |
| ---- | ---------- | --- | - | - | - | - | --- | --- | ---- | -------------------- |
| 1    | Lettonie   | 8   | 4 | 4 | 0 | 0 | 365 | 225 | +140 | Quart de finale      |
| 2    | Irlande    | 7   | 4 | 3 | 0 | 1 | 287 | 273 | +14  | Quart de finale      |
| 3    | Monténégro | 6   | 4 | 2 | 0 | 2 | 275 | 286 | −11  | matchs de classement |
| 4    | Arménie    | 5   | 4 | 1 | 0 | 3 | 242 | 313 | −71  | matchs de classement |
| 5    | Estonie    | 4   | 4 | 0 | 0 | 4 | 240 | 312 | −72  | matchs de classement |

| 11 juillet 2025 | Boxscore | Estonie                                            | 77–79                    | Monténégro                          |  | Mika Sport Complex Affluence : 50 Arbitres : Emmouil Tsolakos (GRE), Tolga Edis (TUR), Blazo Begenisic (SWE) |
| 11 juillet 2025 | Boxscore | Score par quart-temps : 22–24, 16–17, 23–20, 16–18 |                          |                                     |  | Mika Sport Complex Affluence : 50 Arbitres : Emmouil Tsolakos (GRE), Tolga Edis (TUR), Blazo Begenisic (SWE) |
| 11 juillet 2025 | Boxscore | Tamm 20 Mae 8 Aav 5                                | Points Rebonds Passes d. | Durovic 27 Radunovic 11 3 joueurs 3 |  | Mika Sport Complex Affluence : 50 Arbitres : Emmouil Tsolakos (GRE), Tolga Edis (TUR), Blazo Begenisic (SWE) |

| 11 juillet 2025 | Boxscore | Arménie                                           | 45–97                    | Lettonie                            |  | Mika Sport Complex Affluence : 400 Arbitres : Alfred Jovovic (CRO), Andrej Zlatevski (MKD), Amar Djekovic (KOS) |
| 11 juillet 2025 | Boxscore | Score par quart-temps : 3–31, 14–18, 10–17, 18–31 |                          |                                     |  | Mika Sport Complex Affluence : 400 Arbitres : Alfred Jovovic (CRO), Andrej Zlatevski (MKD), Amar Djekovic (KOS) |
| 11 juillet 2025 | Boxscore | Melikyan 10 Melikyan 8 3 joueurs 2                | Points Rebonds Passes d. | Jīnemanis 21 3 joueurs 6 Neilands 8 |  | Mika Sport Complex Affluence : 400 Arbitres : Alfred Jovovic (CRO), Andrej Zlatevski (MKD), Amar Djekovic (KOS) |

| 12 juillet 2025 | Boxscore | Irlande                                           | 72–61                    | Estonie                              |  | Mika Sport Complex Affluence : 50 Arbitres : Zdenko Zubak (SVK), Ioannis Tsibouris (GRE), Stefan Stefanov (BUL) |
| 12 juillet 2025 | Boxscore | Score par quart-temps : 23–14, 14–15, 13–25, 22–7 |                          |                                      |  | Mika Sport Complex Affluence : 50 Arbitres : Zdenko Zubak (SVK), Ioannis Tsibouris (GRE), Stefan Stefanov (BUL) |
| 12 juillet 2025 | Boxscore | Stynes 16 Stynes 11 Scully 4                      | Points Rebonds Passes d. | Kilk 17 3 joueurs 5 Aav, Lindeberg 3 |  | Mika Sport Complex Affluence : 50 Arbitres : Zdenko Zubak (SVK), Ioannis Tsibouris (GRE), Stefan Stefanov (BUL) |

| 12 juillet 2025 | Boxscore | Monténégro                                         | 81–65                    | Arménie                              |  | Sport and Music Complex Affluence : 300 Arbitres : Joaquin Garcia Gonzalez (ESP), László Goda (HUN), Angel Ivanov (BUL) |
| 12 juillet 2025 | Boxscore | Score par quart-temps : 17–18, 17–18, 25–15, 22–14 |                          |                                      |  | Sport and Music Complex Affluence : 300 Arbitres : Joaquin Garcia Gonzalez (ESP), László Goda (HUN), Angel Ivanov (BUL) |
| 12 juillet 2025 | Boxscore | Radunovic 26 Brajovic, Radunovic 10 Mirotic 5      | Points Rebonds Passes d. | Melikyan 25 Melikyan 17 Kirakosyan 3 |  | Sport and Music Complex Affluence : 300 Arbitres : Joaquin Garcia Gonzalez (ESP), László Goda (HUN), Angel Ivanov (BUL) |

| 13 juillet 2025 | Boxscore | Lettonie                                          | 74–68                    | Monténégro                               |  | Sport and Music Complex Affluence : 50 Arbitres : Kirile Tvauri (GEO), Nace Mohorič (SLO), Stefan Stefanov (BUL) |
| 13 juillet 2025 | Boxscore | Score par quart-temps : 17–22, 24–19, 15–9, 18–18 |                          |                                          |  | Sport and Music Complex Affluence : 50 Arbitres : Kirile Tvauri (GEO), Nace Mohorič (SLO), Stefan Stefanov (BUL) |
| 13 juillet 2025 | Boxscore | Svitins 18 Jinemanis 11 Salnajs 5                 | Points Rebonds Passes d. | Mirotic 12 Perovic 10 Mirotic, Carapic 4 |  | Sport and Music Complex Affluence : 50 Arbitres : Kirile Tvauri (GEO), Nace Mohorič (SLO), Stefan Stefanov (BUL) |

| 13 juillet 2025 | Boxscore | Arménie                                            | 71–77                    | Irlande                    |  | Sport and Music Complex Affluence : 200 Arbitres : Polat Parlak (TUR), Josh Bowe (GBR), Skirmantas Letukas (DEN) |
| 13 juillet 2025 | Boxscore | Score par quart-temps : 16–20, 18–15, 12–27, 25–15 |                          |                            |  | Sport and Music Complex Affluence : 200 Arbitres : Polat Parlak (TUR), Josh Bowe (GBR), Skirmantas Letukas (DEN) |
| 13 juillet 2025 | Boxscore | Kirakosyan 29 Melikyan 12 Aghajanyan, McCall 3     | Points Rebonds Passes d. | Stynes 16 Uosis 8 Scully 5 |  | Sport and Music Complex Affluence : 200 Arbitres : Polat Parlak (TUR), Josh Bowe (GBR), Skirmantas Letukas (DEN) |

| 15 juillet 2025 | Boxscore | Irlande                                           | 68–94                    | Lettonie                       |  | Mika Sport Complex Affluence : 50 Arbitres : Emmouil Tsolakos (GRE), Lauri Jäämaa (FIN), Gilbert Hoxha (ALB) |
| 15 juillet 2025 | Boxscore | Score par quart-temps : 27–28, 9–31, 15–18, 17–17 |                          |                                |  | Mika Sport Complex Affluence : 50 Arbitres : Emmouil Tsolakos (GRE), Lauri Jäämaa (FIN), Gilbert Hoxha (ALB) |
| 15 juillet 2025 | Boxscore | Igbokwe 15 Igbokwe 6 Scully, Uosis 3              | Points Rebonds Passes d. | Salnajs 20 Salnajs 7 Svitins 6 |  | Mika Sport Complex Affluence : 50 Arbitres : Emmouil Tsolakos (GRE), Lauri Jäämaa (FIN), Gilbert Hoxha (ALB) |

| 15 juillet 2025 | Boxscore | Estonie                                            | 58–61                    | Arménie                             |  | Sport and Music Complex Affluence : 200 Arbitres : Kirile Tvauri (GEO), Michail Papaioannou (SUI), Nace Mohorič (SLO) |
| 15 juillet 2025 | Boxscore | Score par quart-temps : 16–18, 14–16, 12–17, 16–10 |                          |                                     |  | Sport and Music Complex Affluence : 200 Arbitres : Kirile Tvauri (GEO), Michail Papaioannou (SUI), Nace Mohorič (SLO) |
| 15 juillet 2025 | Boxscore | Tamm 14 Annus, Herter 6 Herter 6                   | Points Rebonds Passes d. | Melikyan 17 Melikyan 16 3 joueurs 3 |  | Sport and Music Complex Affluence : 200 Arbitres : Kirile Tvauri (GEO), Michail Papaioannou (SUI), Nace Mohorič (SLO) |

| 16 juillet 2025 | Boxscore | Monténégro                                            | 47–70                    | Irlande                             |  | Mika Sport Complex Affluence : 50 Arbitres : Tolga Edis (TUR), Vicente Martinez Silla (ESP), Michail Papaioannou (SUI) |
| 16 juillet 2025 | Boxscore | Score par quart-temps : 7–18, 9–20, 14–16, 17–16      |                          |                                     |  | Mika Sport Complex Affluence : 50 Arbitres : Tolga Edis (TUR), Vicente Martinez Silla (ESP), Michail Papaioannou (SUI) |
| 16 juillet 2025 | Boxscore | Brajovic 12 Radunovic, Perovic 6 Radunovic, Durovic 2 | Points Rebonds Passes d. | Uosis 15 Igbokwe, Stynes 6 Scully 8 |  | Mika Sport Complex Affluence : 50 Arbitres : Tolga Edis (TUR), Vicente Martinez Silla (ESP), Michail Papaioannou (SUI) |

| 16 juillet 2025 | Boxscore | Lettonie                                         | 100–44                   | Estonie             |  | Mika Sport Complex Affluence : 50 Arbitres : Joaquin Garcia (ESP), Alfred Jovovic (CRO), Tiago Roxo Perdigão (POR) |
| 16 juillet 2025 | Boxscore | Score par quart-temps : 27–8, 25–5, 21–17, 27–14 |                          |                     |  | Mika Sport Complex Affluence : 50 Arbitres : Joaquin Garcia (ESP), Alfred Jovovic (CRO), Tiago Roxo Perdigão (POR) |
| 16 juillet 2025 | Boxscore | Egle 16 Jīnemanis 6 Vitols, Egle 5               | Points Rebonds Passes d. | Aav 12 Paas 4 Aav 3 |  | Mika Sport Complex Affluence : 50 Arbitres : Joaquin Garcia (ESP), Alfred Jovovic (CRO), Tiago Roxo Perdigão (POR) |

### Groupe C
| Rang | Équipe            | Pts | J | G | N | P | Bp  | Bc  | Diff | Qualification        |
| ---- | ----------------- | --- | - | - | - | - | --- | --- | ---- | -------------------- |
| 1    | Suisse            | 8   | 5 | 3 | 0 | 2 | 400 | 395 | +5   | Quart de finales     |
| 2    | Pays-Bas          | 8   | 5 | 3 | 0 | 2 | 384 | 350 | +34  | Quart de finales     |
| 3    | Autriche          | 8   | 5 | 3 | 0 | 2 | 399 | 374 | +25  | match de classmenet  |
| 4    | Danemark          | 8   | 5 | 3 | 0 | 2 | 421 | 417 | +4   | match de classmenet  |
| 5    | Macédoine du Nord | 7   | 5 | 2 | 0 | 3 | 375 | 411 | −36  | 1match de classement |
| 6    | Géorgie           | 6   | 5 | 1 | 0 | 4 | 396 | 428 | −32  | 1match de classement |

| 11 juillet 2025 | Boxscore | Danemark                                           | 81–86                    | Suisse                                |  | Mika Sport Complex Affluence : 50 Arbitres : Hendrik Laas (EST), Polat Parlak (TUR), Alexander Egil Reiertsen (NOR) |
| 11 juillet 2025 | Boxscore | Score par quart-temps : 24–17, 25–24, 16–18, 16–27 |                          |                                       |  | Mika Sport Complex Affluence : 50 Arbitres : Hendrik Laas (EST), Polat Parlak (TUR), Alexander Egil Reiertsen (NOR) |
| 11 juillet 2025 | Boxscore | Vogel 25 Vogel 9 Bloch 6                           | Points Rebonds Passes d. | Soroa Schaller 22 Biku 12 5 joueurs 3 |  | Mika Sport Complex Affluence : 50 Arbitres : Hendrik Laas (EST), Polat Parlak (TUR), Alexander Egil Reiertsen (NOR) |

| 11 juillet 2025 | Boxscore | Macédoine du Nord                                  | 58–78                    | Pays-Bas                                          |  | Sport and Music Complex Affluence : 50 Arbitres : Zdenko Zubak (SVK), László Goda (HUN), Nace Mohorič (SLO) |
| 11 juillet 2025 | Boxscore | Score par quart-temps : 20–19, 14–12, 14–19, 10–28 |                          |                                                   |  | Sport and Music Complex Affluence : 50 Arbitres : Zdenko Zubak (SVK), László Goda (HUN), Nace Mohorič (SLO) |
| 11 juillet 2025 | Boxscore | Kjirilovski 14 Stojkovikj 10 Kjirilovski 5         | Points Rebonds Passes d. | Francisco Manuel 17 Francisco Manuel 8 Van Eyck 8 |  | Sport and Music Complex Affluence : 50 Arbitres : Zdenko Zubak (SVK), László Goda (HUN), Nace Mohorič (SLO) |

| 11 juillet 2025 | Boxscore | Géorgie                                            | 78–89                    | Autriche                                   |  | Sport and Music Complex Affluence : 50 Arbitres : Stylianos Simeonidis (GRE), Gabrielius Simonavičius (LTU), Angel Ivanov (BUL) |
| 11 juillet 2025 | Boxscore | Score par quart-temps : 19–18, 21–31, 21–16, 17–24 |                          |                                            |  | Sport and Music Complex Affluence : 50 Arbitres : Stylianos Simeonidis (GRE), Gabrielius Simonavičius (LTU), Angel Ivanov (BUL) |
| 11 juillet 2025 | Boxscore | Gogishvili 17 Bakhtadze 7 Tsulaia, Alavidze 3      | Points Rebonds Passes d. | Suljanovic 27 Schott 17 Zeleznik, Schuch 4 |  | Sport and Music Complex Affluence : 50 Arbitres : Stylianos Simeonidis (GRE), Gabrielius Simonavičius (LTU), Angel Ivanov (BUL) |

| 12 juillet 2025 | Boxscore | Suisse                                                  | 81–96                    | Géorgie                               |  | Sport and Music Complex Affluence : 50 Arbitres : Lauri Jäämaa (FIN), Josh Bowe (GBR), Blazo Begenisic (SWE) |
| 12 juillet 2025 | Boxscore | Score par quart-temps : 17–24, 15–27, 19–21, 30–24      |                          |                                       |  | Sport and Music Complex Affluence : 50 Arbitres : Lauri Jäämaa (FIN), Josh Bowe (GBR), Blazo Begenisic (SWE) |
| 12 juillet 2025 | Boxscore | Soroa Schaller 22 Soroa Schaller 11 Gysel, Vrsajkovic 3 | Points Rebonds Passes d. | Gogishvili 23 Daushvili 10 Abuladze 5 |  | Sport and Music Complex Affluence : 50 Arbitres : Lauri Jäämaa (FIN), Josh Bowe (GBR), Blazo Begenisic (SWE) |

| 12 juillet 2025 | Boxscore | Pays-Bas                                           | 82–83                    | Danemark                       |  | Sport and Music Complex Affluence : 50 Arbitres : Vicente Martinez Silla (ESP), Tolga Edis (TUR), Gilbert Hoxha (ALB) |
| 12 juillet 2025 | Boxscore | Score par quart-temps : 34–26, 12–24, 19–16, 17–17 |                          |                                |  | Sport and Music Complex Affluence : 50 Arbitres : Vicente Martinez Silla (ESP), Tolga Edis (TUR), Gilbert Hoxha (ALB) |
| 12 juillet 2025 | Boxscore | Van Eyck 19 Slingerland 10 Van Eyck 4              | Points Rebonds Passes d. | Uagboe 21 Andersen 10 Uagboe 6 |  | Sport and Music Complex Affluence : 50 Arbitres : Vicente Martinez Silla (ESP), Tolga Edis (TUR), Gilbert Hoxha (ALB) |

| 12 juillet 2025 | Boxscore | Autriche                                          | 79–58                    | Macédoine du Nord                         |  | Mika Sport Complex Affluence : 50 Arbitres : Polat Parlak (TUR), Pierre Landy (FRA), Samu Turunen (FIN) |
| 12 juillet 2025 | Boxscore | Score par quart-temps : 12–13, 18–8, 30–21, 19–16 |                          |                                           |  | Mika Sport Complex Affluence : 50 Arbitres : Polat Parlak (TUR), Pierre Landy (FRA), Samu Turunen (FIN) |
| 12 juillet 2025 | Boxscore | Suljanovic 19 Schott 17 Schuch 6                  | Points Rebonds Passes d. | Stojkovikj 15 Stojkovikj 12 Mladenovski 6 |  | Mika Sport Complex Affluence : 50 Arbitres : Polat Parlak (TUR), Pierre Landy (FRA), Samu Turunen (FIN) |

| 13 juillet 2025 | Boxscore | Macédoine du Nord                                  | 92–84                    | Géorgie                                          |  | Mika Sport Complex Affluence : 50 Arbitres : Alfred Jovovic (CRO), Davit Kikhyan (ARM), Amar Djekovic (KOS) |
| 13 juillet 2025 | Boxscore | Score par quart-temps : 31–22, 25–13, 15–26, 21–23 |                          |                                                  |  | Mika Sport Complex Affluence : 50 Arbitres : Alfred Jovovic (CRO), Davit Kikhyan (ARM), Amar Djekovic (KOS) |
| 13 juillet 2025 | Boxscore | Kjirilovski 18 Stojkovikj 12 Stojanov 9            | Points Rebonds Passes d. | Daushvili 17 Daushvili, Bakhtadze 9 Gogishvili 5 |  | Mika Sport Complex Affluence : 50 Arbitres : Alfred Jovovic (CRO), Davit Kikhyan (ARM), Amar Djekovic (KOS) |

| 13 juillet 2025 | Boxscore | Pays-Bas                                           | 64–76                    | Suisse                               |  | Mika Sport Complex Affluence : 50 Arbitres : Radomir Vojinovic (MNE), Stylianos Simeonidis (GRE), Gabrielius Simonavičius (LTU) |
| 13 juillet 2025 | Boxscore | Score par quart-temps : 16–16, 11–25, 12–11, 25–24 |                          |                                      |  | Mika Sport Complex Affluence : 50 Arbitres : Radomir Vojinovic (MNE), Stylianos Simeonidis (GRE), Gabrielius Simonavičius (LTU) |
| 13 juillet 2025 | Boxscore | Francisco Manuel 18 Slingerland 8 van den Berg 6   | Points Rebonds Passes d. | Soroa Schaller 26 Biku 11 Keredzin 5 |  | Mika Sport Complex Affluence : 50 Arbitres : Radomir Vojinovic (MNE), Stylianos Simeonidis (GRE), Gabrielius Simonavičius (LTU) |

| 13 juillet 2025 | Boxscore | Danemark                                           | 83–90                    | Autriche                                   |  | Mika Sport Complex Affluence : 50 Arbitres : Zdenko Zubak (SVK), László Goda (HUN), Blazo Begenisic (SWE) |
| 13 juillet 2025 | Boxscore | Score par quart-temps : 20–25, 21–19, 23–14, 19–32 |                          |                                            |  | Mika Sport Complex Affluence : 50 Arbitres : Zdenko Zubak (SVK), László Goda (HUN), Blazo Begenisic (SWE) |
| 13 juillet 2025 | Boxscore | Uagboe 30 Andersen 7 Andersen 6                    | Points Rebonds Passes d. | Zeleznik, Schuch 17 Suljanovic 12 Schott 7 |  | Mika Sport Complex Affluence : 50 Arbitres : Zdenko Zubak (SVK), László Goda (HUN), Blazo Begenisic (SWE) |

| 15 juillet 2025 | Boxscore | Suisse                                            | 81–82                    | Macédoine du Nord                               |  | Sport and Music Complex Affluence : 50 Arbitres : Vicente Martinez Silla (ESP), Tolga Edis (TUR), Stefan Stefanov (BUL) |
| 15 juillet 2025 | Boxscore | Score par quart-temps : 19–28, 26–18, 27–18, 9–18 |                          |                                                 |  | Sport and Music Complex Affluence : 50 Arbitres : Vicente Martinez Silla (ESP), Tolga Edis (TUR), Stefan Stefanov (BUL) |
| 15 juillet 2025 | Boxscore | Soroa Schaller 22 Roman 11 Keredzin, Roman 6      | Points Rebonds Passes d. | Kechovski, Stojkovikj 16 Lukanoski 6 Stojanov 6 |  | Sport and Music Complex Affluence : 50 Arbitres : Vicente Martinez Silla (ESP), Tolga Edis (TUR), Stefan Stefanov (BUL) |

| 15 juillet 2025 | Boxscore | Autriche                                           | 69–79                    | Pays-Bas                                       |  | Mika Sport Complex Affluence : 50 Arbitres : Hendrik Laas (EST), Josh Bowe (GBR), Davit Kikhyan (ARM) |
| 15 juillet 2025 | Boxscore | Score par quart-temps : 10–24, 17–20, 24–17, 18–18 |                          |                                                |  | Mika Sport Complex Affluence : 50 Arbitres : Hendrik Laas (EST), Josh Bowe (GBR), Davit Kikhyan (ARM) |
| 15 juillet 2025 | Boxscore | Suljanovic 23 Schott 8 4 joueurs 2                 | Points Rebonds Passes d. | van Eyck, van den Berg 16 Rijkers 6 van Eyck 4 |  | Mika Sport Complex Affluence : 50 Arbitres : Hendrik Laas (EST), Josh Bowe (GBR), Davit Kikhyan (ARM) |

| 15 juillet 2025 | Boxscore | Géorgie                                            | 74–85                    | Danemark                         |  | Mika Sport Complex Affluence : 55 Arbitres : Radomir Vojinovic (MNE), Pierre Landy (FRA), Tiago Roxo Perdigão (POR) |
| 15 juillet 2025 | Boxscore | Score par quart-temps : 24–25, 19–25, 21–22, 10–13 |                          |                                  |  | Mika Sport Complex Affluence : 55 Arbitres : Radomir Vojinovic (MNE), Pierre Landy (FRA), Tiago Roxo Perdigão (POR) |
| 15 juillet 2025 | Boxscore | Lomtadze 23 Beltadze 8 Tsulaia 4                   | Points Rebonds Passes d. | Uagboe 21 Polonowski 10 Uagboe 5 |  | Mika Sport Complex Affluence : 55 Arbitres : Radomir Vojinovic (MNE), Pierre Landy (FRA), Tiago Roxo Perdigão (POR) |

| 16 juillet 2025 | Boxscore | Autriche                                           | 72–76                    | Suisse                            |  | Sport and Music Complex Affluence : 50 Arbitres : Radomir Vojinovic (MNE), Gilbert Hoxha (ALB), Amar Djekovic (KOS) |
| 16 juillet 2025 | Boxscore | Score par quart-temps : 13–19, 25–16, 14–15, 20–26 |                          |                                   |  | Sport and Music Complex Affluence : 50 Arbitres : Radomir Vojinovic (MNE), Gilbert Hoxha (ALB), Amar Djekovic (KOS) |
| 16 juillet 2025 | Boxscore | Suljanovic 24 Schott 17 Schuch 11                  | Points Rebonds Passes d. | Gysel 23 Soroa Schaller 6 Roman 5 |  | Sport and Music Complex Affluence : 50 Arbitres : Radomir Vojinovic (MNE), Gilbert Hoxha (ALB), Amar Djekovic (KOS) |

| 16 juillet 2025 | Boxscore | Danemark                                           | 89–85                    | Macédoine du Nord                    |  | Mika Sport Complex Affluence : 51 Arbitres : Gabrielius Simonavičius (LTU), Lauri Jäämaa (FIN), Angel Ivanov (BUL) |
| 16 juillet 2025 | Boxscore | Score par quart-temps : 26–25, 18–19, 22–19, 23–22 |                          |                                      |  | Mika Sport Complex Affluence : 51 Arbitres : Gabrielius Simonavičius (LTU), Lauri Jäämaa (FIN), Angel Ivanov (BUL) |
| 16 juillet 2025 | Boxscore | Bloch 21 Christiansen 7 Andersen 10                | Points Rebonds Passes d. | Lukanoski 21 Ivanov 10 Mladenovski 5 |  | Mika Sport Complex Affluence : 51 Arbitres : Gabrielius Simonavičius (LTU), Lauri Jäämaa (FIN), Angel Ivanov (BUL) |

| 16 juillet 2025 | Boxscore | Pays-Bas                                          | 81–64                    | Géorgie                          |  | Mika Sport Complex Affluence : 50 Arbitres : Polat Parlak (TUR), Samu Turunen (FIN), Alexander Egil Reiertsen (NOR) |
| 16 juillet 2025 | Boxscore | Score par quart-temps : 24–8, 28–13, 12–20, 17–23 |                          |                                  |  | Mika Sport Complex Affluence : 50 Arbitres : Polat Parlak (TUR), Samu Turunen (FIN), Alexander Egil Reiertsen (NOR) |
| 16 juillet 2025 | Boxscore | Schottert 14 van Eyck 9 van Eyck 8                | Points Rebonds Passes d. | Tsulaia 11 Lomtadze 9 Alavidze 6 |  | Mika Sport Complex Affluence : 50 Arbitres : Polat Parlak (TUR), Samu Turunen (FIN), Alexander Egil Reiertsen (NOR) |

### Groupe D
| Rang | Équipe  | Pts | J | G | N | P | Bp  | Bc  | Diff | Qualification        |
| ---- | ------- | --- | - | - | - | - | --- | --- | ---- | -------------------- |
| 1    | Turquie | 8   | 4 | 4 | 0 | 0 | 352 | 218 | +134 | Quart de finales     |
| 2    | Kosovo  | 7   | 4 | 3 | 0 | 1 | 271 | 282 | −11  | Quart de finales     |
| 3    | Hongrie | 6   | 4 | 2 | 0 | 2 | 313 | 300 | +13  | matchs de classement |
| 4    | Suède   | 5   | 4 | 1 | 0 | 3 | 291 | 271 | +20  | matchs de classement |
| 5    | Albanie | 4   | 4 | 0 | 0 | 4 | 198 | 354 | −156 | matchs de classement |

| 11 juillet 2025 | Boxscore | Suède                                             | 59–78                    | Turquie                       |  | Mika Sport Complex Affluence : 50 Arbitres : Radomir Vojinovic (MNE), Michail Papaioannou (SUI), Pierre Landy (FRA) |
| 11 juillet 2025 | Boxscore | Score par quart-temps : 12–25, 13–9, 21–22, 13–22 |                          |                               |  | Mika Sport Complex Affluence : 50 Arbitres : Radomir Vojinovic (MNE), Michail Papaioannou (SUI), Pierre Landy (FRA) |
| 11 juillet 2025 | Boxscore | Martenson 12 Fontin 5 Nzonyansi 4                 | Points Rebonds Passes d. | Tunca 19 Altuntas 12 Cengiz 7 |  | Mika Sport Complex Affluence : 50 Arbitres : Radomir Vojinovic (MNE), Michail Papaioannou (SUI), Pierre Landy (FRA) |

| 11 juillet 2025 | Boxscore | Albanie                                           | 53–91                    | Hongrie                    |  | Mika Sport Complex Affluence : 50 Arbitres : Josh Bowe (GBR), Tiago Roxo Perdigão (POR), Davit Kikhyan (ARM) |
| 11 juillet 2025 | Boxscore | Score par quart-temps : 14–24, 11–18, 19–27, 9–22 |                          |                            |  | Mika Sport Complex Affluence : 50 Arbitres : Josh Bowe (GBR), Tiago Roxo Perdigão (POR), Davit Kikhyan (ARM) |
| 11 juillet 2025 | Boxscore | Paloka 12 Luka 8 Bylyku 3                         | Points Rebonds Passes d. | Szőke 16 M. Toth 9 Varga 6 |  | Mika Sport Complex Affluence : 50 Arbitres : Josh Bowe (GBR), Tiago Roxo Perdigão (POR), Davit Kikhyan (ARM) |

| 12 juillet 2025 | Boxscore | Turquie                                           | 91–43                    | Albanie                    |  | Sport and Music Complex Affluence : 50 Arbitres : Alfred Jovovic (CRO), Kirile Tvauri (GEO), Skirmantas Letukas (DEN) |
| 12 juillet 2025 | Boxscore | Score par quart-temps : 24–9, 21–12, 23–11, 23–11 |                          |                            |  | Sport and Music Complex Affluence : 50 Arbitres : Alfred Jovovic (CRO), Kirile Tvauri (GEO), Skirmantas Letukas (DEN) |
| 12 juillet 2025 | Boxscore | Akin 20 Sivas, Atakan Bicer 8 Sivas 6             | Points Rebonds Passes d. | Hida 17 Hida 12 Merdhoci 2 |  | Sport and Music Complex Affluence : 50 Arbitres : Alfred Jovovic (CRO), Kirile Tvauri (GEO), Skirmantas Letukas (DEN) |

| 12 juillet 2025 | Boxscore | Kosovo                                             | 71–64                    | Suède                                                      |  | Mika Sport Complex Affluence : 50 Arbitres : Hendrik Laas (EST), Gabrielius Simonavičius (LTU), Andrej Zlatevski (MKD) |
| 12 juillet 2025 | Boxscore | Score par quart-temps : 12–17, 24–15, 16–19, 19–13 |                          |                                                            |  | Mika Sport Complex Affluence : 50 Arbitres : Hendrik Laas (EST), Gabrielius Simonavičius (LTU), Andrej Zlatevski (MKD) |
| 12 juillet 2025 | Boxscore | Shatri 20 Shatri 8 Ismajli 5                       | Points Rebonds Passes d. | Holmstrom Riddervold 14 Martenson 9 Holmstrom Riddervold 6 |  | Mika Sport Complex Affluence : 50 Arbitres : Hendrik Laas (EST), Gabrielius Simonavičius (LTU), Andrej Zlatevski (MKD) |

| 13 juillet 2025 | Boxscore | Hongrie                                            | 72–95                    | Turquie                  |  | Sport and Music Complex Affluence : 50 Arbitres : Joaquin Garcia (ESP), Vicente Martinez Silla (ESP), Angel Ivanov (BUL) |
| 13 juillet 2025 | Boxscore | Score par quart-temps : 14–25, 20–24, 21–30, 17–16 |                          |                          |  | Sport and Music Complex Affluence : 50 Arbitres : Joaquin Garcia (ESP), Vicente Martinez Silla (ESP), Angel Ivanov (BUL) |
| 13 juillet 2025 | Boxscore | Kaye, Laluska 13 Buglyo, Hogye 5 3 joueurs 3       | Points Rebonds Passes d. | Tunca 21 Tarla 9 Tunca 5 |  | Sport and Music Complex Affluence : 50 Arbitres : Joaquin Garcia (ESP), Vicente Martinez Silla (ESP), Angel Ivanov (BUL) |

| 13 juillet 2025 | Boxscore | Albanie                                           | 57–78                    | Kosovo                           |  | Mika Sport Complex Affluence : 50 Arbitres : Ioannis Tsibouris (GRE), Michail Papaioannou (SUI), Emmouil Tsolakos (GRE) |
| 13 juillet 2025 | Boxscore | Score par quart-temps : 13–11, 21–21, 9–21, 14–25 |                          |                                  |  | Mika Sport Complex Affluence : 50 Arbitres : Ioannis Tsibouris (GRE), Michail Papaioannou (SUI), Emmouil Tsolakos (GRE) |
| 13 juillet 2025 | Boxscore | Cahani 15 Hida 12 Paloka 6                        | Points Rebonds Passes d. | Rrahmani 23 Rrahmani 8 Ismajli 5 |  | Mika Sport Complex Affluence : 50 Arbitres : Ioannis Tsibouris (GRE), Michail Papaioannou (SUI), Emmouil Tsolakos (GRE) |

| 15 juillet 2025 | Boxscore | Suède                                             | 94–45                    | Albanie                   |  | Mika Sport Complex Affluence : 50 Arbitres : Zdenko Zubak (SVK), Stylianos Simeonidis (GRE), Samu Turunen (FIN) |
| 15 juillet 2025 | Boxscore | Score par quart-temps : 28–17, 19–3, 22–13, 25–12 |                          |                           |  | Mika Sport Complex Affluence : 50 Arbitres : Zdenko Zubak (SVK), Stylianos Simeonidis (GRE), Samu Turunen (FIN) |
| 15 juillet 2025 | Boxscore | Tekeste 20 Martenson 10 Hjalmarsson 10            | Points Rebonds Passes d. | Cahani 17 Hida 11 Cokaj 4 |  | Mika Sport Complex Affluence : 50 Arbitres : Zdenko Zubak (SVK), Stylianos Simeonidis (GRE), Samu Turunen (FIN) |

| 15 juillet 2025 | Boxscore | Kosovo                                            | 78–73                    | Hongrie                          |  | Mika Sport Complex Arbitres : Alfred Jovovic (CRO), Skirmantas Letukas (DEN), Alexander Egil Reiertsen (NOR) |
| 15 juillet 2025 | Boxscore | Score par quart-temps : 25–17, 16–21, 19–9, 18–26 |                          |                                  |  | Mika Sport Complex Arbitres : Alfred Jovovic (CRO), Skirmantas Letukas (DEN), Alexander Egil Reiertsen (NOR) |
| 15 juillet 2025 | Boxscore | Rrahmani 21 Rrahmani 11 Ismajli 9                 | Points Rebonds Passes d. | Szoke 19 Szoke, Maly 8 K. Toth 3 |  | Mika Sport Complex Arbitres : Alfred Jovovic (CRO), Skirmantas Letukas (DEN), Alexander Egil Reiertsen (NOR) |

| 16 juillet 2025 | Boxscore | Hongrie                                            | 77–74                    | Suède                                          |  | Sport and Music Complex Affluence : 50 Arbitres : Pierre Landy (FRA), Nace Mohorič (SLO), Andrej Zlatevski (MKD) |
| 16 juillet 2025 | Boxscore | Score par quart-temps : 16–27, 19–14, 17–22, 25–11 |                          |                                                |  | Sport and Music Complex Affluence : 50 Arbitres : Pierre Landy (FRA), Nace Mohorič (SLO), Andrej Zlatevski (MKD) |
| 16 juillet 2025 | Boxscore | Szoke 20 Geringer, Szoke 7 Hogye 4                 | Points Rebonds Passes d. | Amoran 15 Martenson 11 Holmstrom Riddervold 12 |  | Sport and Music Complex Affluence : 50 Arbitres : Pierre Landy (FRA), Nace Mohorič (SLO), Andrej Zlatevski (MKD) |

| 16 juillet 2025 | Boxscore | Turquie                                           | 88–44                    | Kosovo                                             |  | Sport and Music Complex Affluence : 60 Arbitres : Hendrik Laas (EST), Josh Bowe (GBR), Davit Kikhyan (ARM) |
| 16 juillet 2025 | Boxscore | Score par quart-temps : 26–10, 24–0, 16–16, 22–18 |                          |                                                    |  | Sport and Music Complex Affluence : 60 Arbitres : Hendrik Laas (EST), Josh Bowe (GBR), Davit Kikhyan (ARM) |
| 16 juillet 2025 | Boxscore | Ozbek 16 Altuntas, Ozbek 6 Sivas, Akin 5          | Points Rebonds Passes d. | Rrahmani 12 Rrahmani, Dahsyla 8 Ismajli, Dahsyla 2 |  | Sport and Music Complex Affluence : 60 Arbitres : Hendrik Laas (EST), Josh Bowe (GBR), Davit Kikhyan (ARM) |

### Tour final

#### Tableau principal
|  | Quarts de finale | Quarts de finale | Quarts de finale | Quarts de finale |          |          | Demi-finales    | Demi-finales    | Demi-finales                  | Demi-finales                  |                               |                               | Finale          | Finale          | Finale          | Finale          |
|  |                  |                  |                  |                  |          |          |                 |                 |                               |                               |                               |                               |                 |                 |                 |                 |
|  | 18 juillet 2025  | 18 juillet 2025  | 18 juillet 2025  | 18 juillet 2025  |          |          | 19 juillet 2025 | 19 juillet 2025 | 19 juillet 2025               | 19 juillet 2025               |                               |                               | 20 juillet 2025 | 20 juillet 2025 | 20 juillet 2025 | 20 juillet 2025 |
|  | 18 juillet 2025  | 18 juillet 2025  | 18 juillet 2025  | 18 juillet 2025  |          |          | 19 juillet 2025 | 19 juillet 2025 | 19 juillet 2025               | 19 juillet 2025               |                               |                               | 20 juillet 2025 | 20 juillet 2025 | 20 juillet 2025 | 20 juillet 2025 |
|  | Croatie          | Croatie          | 90               | 90               |          |          | 19 juillet 2025 | 19 juillet 2025 | 19 juillet 2025               | 19 juillet 2025               |                               |                               | 20 juillet 2025 | 20 juillet 2025 | 20 juillet 2025 | 20 juillet 2025 |
|  | Croatie          | Croatie          | 90               | 90               |          |          | 19 juillet 2025 | 19 juillet 2025 | 19 juillet 2025               | 19 juillet 2025               |                               |                               | 20 juillet 2025 | 20 juillet 2025 | 20 juillet 2025 | 20 juillet 2025 |
|  | Irlande          | Irlande          | 69               | 69               |          |          | 19 juillet 2025 | 19 juillet 2025 | 19 juillet 2025               | 19 juillet 2025               |                               |                               | 20 juillet 2025 | 20 juillet 2025 | 20 juillet 2025 | 20 juillet 2025 |
|  | Irlande          | Irlande          | 69               | 69               | Croatie  | Croatie  | 109             | 109             |                               |                               |                               |                               | 20 juillet 2025 | 20 juillet 2025 | 20 juillet 2025 | 20 juillet 2025 |
|  | 19 juillet 2025  |                  |                  |                  | Croatie  | Croatie  | 109             | 109             |                               |                               |                               |                               | 20 juillet 2025 | 20 juillet 2025 | 20 juillet 2025 | 20 juillet 2025 |
|  |                  |                  | Turquie          | Turquie          | 68       | 68       |                 |                 |                               |                               |                               |                               | 20 juillet 2025 | 20 juillet 2025 | 20 juillet 2025 | 20 juillet 2025 |
|  | Turquie          | Turquie          | Turquie          | Turquie          | 68       | 68       | 81              | 81              |                               |                               |                               |                               | 20 juillet 2025 | 20 juillet 2025 | 20 juillet 2025 | 20 juillet 2025 |
|  | Turquie          | Turquie          | 19 juillet 2025  |                  |          |          | 81              | 81              |                               |                               |                               |                               | 20 juillet 2025 | 20 juillet 2025 | 20 juillet 2025 | 20 juillet 2025 |
|  | Pays-Bas         | Pays-Bas         | 61               | 61               |          |          |                 |                 |                               |                               |                               |                               | 20 juillet 2025 | 20 juillet 2025 | 20 juillet 2025 | 20 juillet 2025 |
|  | Pays-Bas         | Pays-Bas         | 61               | 61               | Croatie  | Croatie  | 64              | 64              |                               |                               |                               |                               |                 |                 |                 |                 |
|  | 19 juillet 2025  |                  |                  |                  | Croatie  | Croatie  | 64              | 64              |                               |                               |                               |                               |                 |                 |                 |                 |
|  |                  |                  | Lettonie         | Lettonie         | 74       | 74       |                 |                 |                               |                               |                               |                               |                 |                 |                 |                 |
|  | Lettonie         | Lettonie         | Lettonie         | Lettonie         | 74       | 74       | 70              | 70              |                               |                               |                               |                               |                 |                 |                 |                 |
|  | Lettonie         | Lettonie         |                  |                  |          |          |                 |                 |                               |                               |                               |                               |                 |                 |                 |                 |
|  | Royaume-Uni      | Royaume-Uni      | 61               | 61               |          |          |                 |                 |                               |                               |                               |                               |                 |                 |                 |                 |
|  | Royaume-Uni      | Royaume-Uni      | 61               | 61               | Lettonie | Lettonie | 75              | 75              | Match pour la troisième place | Match pour la troisième place | Match pour la troisième place | Match pour la troisième place |                 |                 |                 |                 |
|  | 19 juillet 2025  |                  |                  |                  | Lettonie | Lettonie | 75              | 75              | Match pour la troisième place | Match pour la troisième place | Match pour la troisième place | Match pour la troisième place |                 |                 |                 |                 |
|  |                  |                  | Suisse           | Suisse           | 55       | 55       |                 |                 | 20 juillet 2025               | 20 juillet 2025               | 20 juillet 2025               | 20 juillet 2025               |                 |                 |                 |                 |
|  | Suisse           | Suisse           | Suisse           | Suisse           | 55       | 55       | 72              | 72              | 20 juillet 2025               | 20 juillet 2025               | 20 juillet 2025               | 20 juillet 2025               |                 |                 |                 |                 |
|  | Suisse           | Suisse           |                  |                  |          |          |                 | 72              |                               |                               | Turquie                       | Turquie                       | 86              | 86              |                 |                 |
|  | Kosovo           | Kosovo           | 61               | 61               |          |          |                 |                 |                               |                               | Turquie                       | Turquie                       | 86              | 86              |                 |                 |
|  | Kosovo           | Kosovo           | 61               | 61               | Suisse   | Suisse   | 54              | 54              |                               |                               |                               |                               |                 |                 |                 |                 |
|  |                  |                  |                  |                  |          |          |                 |                 |                               |                               |                               |                               |                 |                 |                 |                 |

#### Quarts de finale
| 18 juillet 2025 | Boxscore | Croatie | 90–69 | Irlande |  | Sport and Music Complex |

| 18 juillet 2025 | Boxscore | Lettonie | 70–61 | Royaume-Uni |  | Sport and Music Complex |

| 18 juillet 2025 | Boxscore | Turquie | 81–61 | Pays-Bas |  | Sport and Music Complex |

| 18 juillet 2025 | Boxscore | Suisse | 72–61 | Kosovo |  | Sport and Music Complex |

#### Demi-finales
| 19 juillet 2025 | Boxscore | Croatie | 109–86 | Turquie |  | Sport and Music Complex |

| 19 juillet 2025 | Boxscore | Lettonie | 75–55 | Suisse |  | Sport and Music Complex |

#### Match pour la3eplace
| 20 juillet 2025 | Boxscore | Turquie                                           | 86–54                    | Suisse                                 |  | Sport and Music Complex Affluence : 60 Arbitres : Joaquin Garcia (ESP), Hendrik Laas (EST), Pierre Landy (FRA) |
| 20 juillet 2025 | Boxscore | Score par quart-temps : 29–12, 13–15, 22–18, 22–9 |                          |                                        |  | Sport and Music Complex Affluence : 60 Arbitres : Joaquin Garcia (ESP), Hendrik Laas (EST), Pierre Landy (FRA) |
| 20 juillet 2025 | Boxscore | Bicer 16 Akin 9 Cengiz 8                          | Points Rebonds Passes d. | Keredzin 15 Roman 12 Keredzin, Roman 3 |  | Sport and Music Complex Affluence : 60 Arbitres : Joaquin Garcia (ESP), Hendrik Laas (EST), Pierre Landy (FRA) |

#### Finale
| 20 juillet 2025 | Boxscore | Croatie                                            | 64–74                    | Lettonie                       |  | Sport and Music Complex Affluence : 600 Arbitres : Tolga Edis (TUR), Vicente Martinez Silla (ESP), Kirile Tvauri (GEO) |
| 20 juillet 2025 | Boxscore | Score par quart-temps : 10–26, 19–10, 20–13, 15–25 |                          |                                |  | Sport and Music Complex Affluence : 600 Arbitres : Tolga Edis (TUR), Vicente Martinez Silla (ESP), Kirile Tvauri (GEO) |
| 20 juillet 2025 | Boxscore | Zemljic 20 Sare 9 Torbarina 4                      | Points Rebonds Passes d. | Sulcs 18 Jīnemanis 11 Vitols 6 |  | Sport and Music Complex Affluence : 600 Arbitres : Tolga Edis (TUR), Vicente Martinez Silla (ESP), Kirile Tvauri (GEO) |

#### Phase finale pour la5eplace
|  | Demi-finales    | Demi-finales    | Demi-finales    | Demi-finales    |                               |          | Finale          | Finale          | Finale          | Finale          |
|  |                 |                 |                 |                 |                               |          |                 |                 |                 |                 |
|  | 19 juillet 2025 | 19 juillet 2025 | 19 juillet 2025 | 19 juillet 2025 |                               |          | 20 juillet 2025 | 20 juillet 2025 | 20 juillet 2025 | 20 juillet 2025 |
|  | Irlande         | Irlande         | 64              | 64              |                               |          | 20 juillet 2025 | 20 juillet 2025 | 20 juillet 2025 | 20 juillet 2025 |
|  | Irlande         | Irlande         | 64              | 64              |                               |          | 20 juillet 2025 | 20 juillet 2025 | 20 juillet 2025 | 20 juillet 2025 |
|  | Pays-Bas        | Pays-Bas        | 68              | 68              |                               |          | 20 juillet 2025 | 20 juillet 2025 | 20 juillet 2025 | 20 juillet 2025 |
|  | Pays-Bas        | Pays-Bas        | 68              | 68              | Pays-Bas                      | Pays-Bas | 71              | 71              |                 |                 |
|  | 19 juillet 2025 |                 |                 |                 | Pays-Bas                      | Pays-Bas | 71              | 71              |                 |                 |
|  |                 |                 | Royaume-Uni     | Royaume-Uni     | 50                            | 50       |                 |                 |                 |                 |
|  | Royaume-Uni     | Royaume-Uni     | Royaume-Uni     | Royaume-Uni     | 50                            | 50       | 71              | 71              |                 |                 |
|  | Royaume-Uni     | Royaume-Uni     |                 |                 |                               |          |                 | 71              |                 |                 |
|  | Kosovo          | Kosovo          | 61              | 61              |                               |          |                 |                 |                 |                 |
|  | Kosovo          | Kosovo          | 61              | 61              | Match pour la troisième place |          |                 |                 |                 |                 |
|  |                 |                 |                 |                 |                               |          |                 |                 |                 |                 |
|  | 20 juillet 2025 |                 |                 |                 |                               |          |                 |                 |                 |                 |
|  | Irlande         | Irlande         | 74              | 74              |                               |          |                 |                 |                 |                 |
|  | Irlande         | Irlande         | 74              | 74              |                               |          |                 |                 |                 |                 |
|  | Kosovo          | Kosovo          | 47              | 47              |                               |          |                 |                 |                 |                 |
|  | Kosovo          | Kosovo          | 47              | 47              |                               |          |                 |                 |                 |                 |

### Phase finale pour la9eplace
|  | 9e à 16e place  | 9e à 16e place  | 9e à 16e place  | 9e à 16e place  |            |            | 9e à 12e place  | 9e à 12e place  | 9e à 12e place  | 9e à 12e place  |                 |                 | 9e place        | 9e place        | 9e place        | 9e place        |
|  |                 |                 |                 |                 |            |            |                 |                 |                 |                 |                 |                 |                 |                 |                 |                 |
|  | 18 juillet 2025 | 18 juillet 2025 | 18 juillet 2025 | 18 juillet 2025 |            |            | 19 juillet 2025 | 19 juillet 2025 | 19 juillet 2025 | 19 juillet 2025 |                 |                 | 20 juillet 2025 | 20 juillet 2025 | 20 juillet 2025 | 20 juillet 2025 |
|  | 18 juillet 2025 | 18 juillet 2025 | 18 juillet 2025 | 18 juillet 2025 |            |            | 19 juillet 2025 | 19 juillet 2025 | 19 juillet 2025 | 19 juillet 2025 |                 |                 | 20 juillet 2025 | 20 juillet 2025 | 20 juillet 2025 | 20 juillet 2025 |
|  | Portugal        | Portugal        | 76              | 76              |            |            | 19 juillet 2025 | 19 juillet 2025 | 19 juillet 2025 | 19 juillet 2025 |                 |                 | 20 juillet 2025 | 20 juillet 2025 | 20 juillet 2025 | 20 juillet 2025 |
|  | Portugal        | Portugal        | 76              | 76              |            |            | 19 juillet 2025 | 19 juillet 2025 | 19 juillet 2025 | 19 juillet 2025 |                 |                 | 20 juillet 2025 | 20 juillet 2025 | 20 juillet 2025 | 20 juillet 2025 |
|  | Arménie         | Arménie         | 65              | 65              |            |            | 19 juillet 2025 | 19 juillet 2025 | 19 juillet 2025 | 19 juillet 2025 |                 |                 | 20 juillet 2025 | 20 juillet 2025 | 20 juillet 2025 | 20 juillet 2025 |
|  | Arménie         | Arménie         | 65              | 65              | Portugal   | Portugal   | 96              | 96              |                 |                 |                 |                 | 20 juillet 2025 | 20 juillet 2025 | 20 juillet 2025 | 20 juillet 2025 |
|  | 18 juillet 2025 |                 |                 |                 | Portugal   | Portugal   | 96              | 96              |                 |                 |                 |                 | 20 juillet 2025 | 20 juillet 2025 | 20 juillet 2025 | 20 juillet 2025 |
|  |                 |                 | Hongrie         | Hongrie         | 81         | 81         |                 |                 |                 |                 |                 |                 | 20 juillet 2025 | 20 juillet 2025 | 20 juillet 2025 | 20 juillet 2025 |
|  | Danemark        | Danemark        | Hongrie         | Hongrie         | 81         | 81         | 74              | 74              |                 |                 |                 |                 | 20 juillet 2025 | 20 juillet 2025 | 20 juillet 2025 | 20 juillet 2025 |
|  | Danemark        | Danemark        | 19 juillet 2025 |                 |            |            | 74              | 74              |                 |                 |                 |                 | 20 juillet 2025 | 20 juillet 2025 | 20 juillet 2025 | 20 juillet 2025 |
|  | Hongrie         | Hongrie         | 90              | 90              |            |            |                 |                 |                 |                 |                 |                 | 20 juillet 2025 | 20 juillet 2025 | 20 juillet 2025 | 20 juillet 2025 |
|  | Hongrie         | Hongrie         | 90              | 90              | Portugal   | Portugal   | 79              | 79              |                 |                 |                 |                 |                 |                 |                 |                 |
|  | 18 juillet 2025 |                 |                 |                 | Portugal   | Portugal   | 79              | 79              |                 |                 |                 |                 |                 |                 |                 |                 |
|  |                 |                 | Suède           | Suède           | 87         | 87         |                 |                 |                 |                 |                 |                 |                 |                 |                 |                 |
|  | Monténégro      | Monténégro      | Suède           | Suède           | 87         | 87         | 78 (OT)         | 78 (OT)         |                 |                 |                 |                 |                 |                 |                 |                 |
|  | Monténégro      | Monténégro      |                 |                 |            |            |                 |                 |                 |                 |                 |                 |                 |                 |                 |                 |
|  | Bulgarie        | Bulgarie        | 76              | 76              |            |            |                 |                 |                 |                 |                 |                 |                 |                 |                 |                 |
|  | Bulgarie        | Bulgarie        | 76              | 76              | Monténégro | Monténégro | 67              | 67              | 11e place       | 11e place       | 11e place       | 11e place       |                 |                 |                 |                 |
|  | 18 juillet 2025 |                 |                 |                 | Monténégro | Monténégro | 67              | 67              | 11e place       | 11e place       | 11e place       | 11e place       |                 |                 |                 |                 |
|  |                 |                 | Suède           | Suède           | 90         | 90         |                 |                 | 20 juillet 2025 | 20 juillet 2025 | 20 juillet 2025 | 20 juillet 2025 |                 |                 |                 |                 |
|  | Autriche        | Autriche        | Suède           | Suède           | 90         | 90         | 71              | 71              | 20 juillet 2025 | 20 juillet 2025 | 20 juillet 2025 | 20 juillet 2025 |                 |                 |                 |                 |
|  | Autriche        | Autriche        |                 |                 |            |            |                 | 71              |                 |                 | Hongrie         | Hongrie         | 81              | 81              |                 |                 |
|  | Suède           | Suède           | 90              | 90              |            |            |                 |                 |                 |                 | Hongrie         | Hongrie         | 81              | 81              |                 |                 |
|  | Suède           | Suède           | 90              | 90              | Monténégro | Monténégro | 73              | 73              |                 |                 |                 |                 |                 |                 |                 |                 |
|  |                 |                 |                 |                 |            |            |                 |                 |                 |                 |                 |                 |                 |                 |                 |                 |

#### Matchs pour la13eplace
|  | 13e à 16e place | 13e à 16e place | 13e à 16e place | 13e à 16e place |           |          | 13e place       | 13e place       | 13e place       | 13e place       |
|  |                 |                 |                 |                 |           |          |                 |                 |                 |                 |
|  | 19 juillet 2025 | 19 juillet 2025 | 19 juillet 2025 | 19 juillet 2025 |           |          | 20 juillet 2025 | 20 juillet 2025 | 20 juillet 2025 | 20 juillet 2025 |
|  | Arménie         | Arménie         | 92              | 92              |           |          | 20 juillet 2025 | 20 juillet 2025 | 20 juillet 2025 | 20 juillet 2025 |
|  | Arménie         | Arménie         | 92              | 92              |           |          | 20 juillet 2025 | 20 juillet 2025 | 20 juillet 2025 | 20 juillet 2025 |
|  | Danemark        | Danemark        | 93              | 93              |           |          | 20 juillet 2025 | 20 juillet 2025 | 20 juillet 2025 | 20 juillet 2025 |
|  | Danemark        | Danemark        | 93              | 93              | Danemark  | Danemark | 62              | 62              |                 |                 |
|  | 19 juillet 2025 |                 |                 |                 | Danemark  | Danemark | 62              | 62              |                 |                 |
|  |                 |                 | Bulgarie        | Bulgarie        | 74        | 74       |                 |                 |                 |                 |
|  | Bulgarie        | Bulgarie        | Bulgarie        | Bulgarie        | 74        | 74       | '77             | '77             |                 |                 |
|  | Bulgarie        | Bulgarie        |                 |                 |           |          |                 | '77             |                 |                 |
|  | Autriche        | Autriche        | 69              | 69              |           |          |                 |                 |                 |                 |
|  | Autriche        | Autriche        | 69              | 69              | 15e place |          |                 |                 |                 |                 |
|  |                 |                 |                 |                 |           |          |                 |                 |                 |                 |
|  | 20 juillet 2025 |                 |                 |                 |           |          |                 |                 |                 |                 |
|  | Arménie         | Arménie         | 80              | 80              |           |          |                 |                 |                 |                 |
|  | Arménie         | Arménie         | 80              | 80              |           |          |                 |                 |                 |                 |
|  | Autriche        | Autriche        | 82              | 82              |           |          |                 |                 |                 |                 |
|  | Autriche        | Autriche        | 82              | 82              |           |          |                 |                 |                 |                 |

### Phase finale:17e–21eplace
| Rang | Équipe            | Pts | J | G | N | P | Bp  | Bc  | Diff | Qualification           |
| ---- | ----------------- | --- | - | - | - | - | --- | --- | ---- | ----------------------- |
| 1    | Macédoine du Nord | 4   | 2 | 2 | 0 | 0 | 176 | 158 | +18  | match pour la 17e place |
| 2    | Géorgie           | 3   | 2 | 1 | 0 | 1 | 182 | 175 | +7   | match pour la 19e place |
| 3    | Albanie           | 2   | 2 | 0 | 0 | 2 | 157 | 182 | −25  | 21e place               |

| 18 juillet 2025 | Boxscore | Géorgie                                            | 98–83                    | Albanie                     |  | Mika Sport Complex Affluence : 50 Arbitres : Gabrielius Simonavičius (LTU), Stylianos Simeonidis (GRE), Davit Kikhyan (ARM) |
| 18 juillet 2025 | Boxscore | Score par quart-temps : 29–22, 27–23, 16–23, 26–15 |                          |                             |  | Mika Sport Complex Affluence : 50 Arbitres : Gabrielius Simonavičius (LTU), Stylianos Simeonidis (GRE), Davit Kikhyan (ARM) |
| 18 juillet 2025 | Boxscore | Tsulaia 26 Daushvili 7 Alavidze 9                  | Points Rebonds Passes d. | Luka 25 Luka 12 3 joueurs 3 |  | Mika Sport Complex Affluence : 50 Arbitres : Gabrielius Simonavičius (LTU), Stylianos Simeonidis (GRE), Davit Kikhyan (ARM) |

| 19 juillet 2025 | Boxscore | Albanie                                            | 74–84                    | Macédoine du Nord                   |  | Mika Sport Complex Affluence : 50 Arbitres : Emmouil Tsolakos (GRE), Skirmantas Letukas (DEN), Davit Kikhyan (ARM) |
| 19 juillet 2025 | Boxscore | Score par quart-temps : 20–16, 20–22, 18–30, 16–16 |                          |                                     |  | Mika Sport Complex Affluence : 50 Arbitres : Emmouil Tsolakos (GRE), Skirmantas Letukas (DEN), Davit Kikhyan (ARM) |
| 19 juillet 2025 | Boxscore | Paloka 31 Hida 14 Hida, Merdhoci 4                 | Points Rebonds Passes d. | Ivanov 21 Lukanoski 7 Mladenovski 8 |  | Mika Sport Complex Affluence : 50 Arbitres : Emmouil Tsolakos (GRE), Skirmantas Letukas (DEN), Davit Kikhyan (ARM) |

#### Matchs de classement17e–20eplace
|  | 17e–20e place           | 17e–20e place |                   |    | match pour la 17e place | match pour la 17e place |
|  |                         |               |                   |    |                         |                         |
|  |                         |               |                   |    |                         |                         |
|  |                         |               |                   |    |                         |                         |
|  | Slovaquie               | 97            |                   |    |                         |                         |
|  | Slovaquie               | 97            |                   |    |                         |                         |
|  | Estonie                 | 64            |                   |    |                         |                         |
|  | Estonie                 | 64            | Slovaquie         | 64 |                         |                         |
|  |                         |               | Slovaquie         | 64 |                         |                         |
|  |                         |               | Macédoine du Nord | 65 |                         |                         |
|  |                         |               | Macédoine du Nord | 65 |                         |                         |
|  |                         |               |                   |    |                         |                         |
|  |                         |               |                   |    |                         |                         |
|  | match pour la 19e place |               |                   |    |                         |                         |
|  |                         |               |                   |    |                         |                         |
|  |                         |               |                   |    |                         |                         |
|  |                         |               |                   |    |                         |                         |
|  | Estonie                 | 105           |                   |    |                         |                         |
|  | Estonie                 | 105           |                   |    |                         |                         |
|  | Géorgie                 | 85            |                   |    |                         |                         |

#### 17e–20eplace
| 18 juillet 2025 | Boxscore | Slovaquie                                          | 97–64                    | Estonie                  |  | Sport and Music Complex Affluence : 50 Arbitres : László Goda (HUN), Lauri Jäämaa (FIN), Amar Djekovic (KOS) |
| 18 juillet 2025 | Boxscore | Score par quart-temps : 28–16, 18–17, 25–14, 26–17 |                          |                          |  | Sport and Music Complex Affluence : 50 Arbitres : László Goda (HUN), Lauri Jäämaa (FIN), Amar Djekovic (KOS) |
| 18 juillet 2025 | Boxscore | Chlupis 20 Matusek 6 Kovacik 6                     | Points Rebonds Passes d. | Aav 16 Aav, Kilk 5 Aav 7 |  | Sport and Music Complex Affluence : 50 Arbitres : László Goda (HUN), Lauri Jäämaa (FIN), Amar Djekovic (KOS) |

##### Match pour la19eplace
| 20 juillet 2025 | Boxscore | Estonie                                            | 105–85                   | Géorgie                                  |  | Mika Sport Complex Affluence : 50 Arbitres : Josh Bowe (GBR), Alexander Egil Reiertsen (NOR), Angel Ivanov (BUL) |
| 20 juillet 2025 | Boxscore | Score par quart-temps : 31–22, 19–23, 27–14, 28–26 |                          |                                          |  | Mika Sport Complex Affluence : 50 Arbitres : Josh Bowe (GBR), Alexander Egil Reiertsen (NOR), Angel Ivanov (BUL) |
| 20 juillet 2025 | Boxscore | Aav 23 Suvi 9 Aav 5                                | Points Rebonds Passes d. | Narimanidze 32 Narimanidze 10 Alavidze 6 |  | Mika Sport Complex Affluence : 50 Arbitres : Josh Bowe (GBR), Alexander Egil Reiertsen (NOR), Angel Ivanov (BUL) |

#### Match pour la17eplace
| 20 juillet 2025 | Boxscore | Slovaquie                                         | 64–65                    | Macédoine du Nord                               |  | Sport and Music Complex Affluence : 35 Arbitres : Samu Turunen (FIN), Stefan Stefanov (BUL), Davit Kikhyan (ARM) |
| 20 juillet 2025 | Boxscore | Score par quart-temps : 17–17, 8–18, 24–13, 15–17 |                          |                                                 |  | Sport and Music Complex Affluence : 35 Arbitres : Samu Turunen (FIN), Stefan Stefanov (BUL), Davit Kikhyan (ARM) |
| 20 juillet 2025 | Boxscore | Chlupis 15 Farkas 8 Luttmerding 4                 | Points Rebonds Passes d. | Lukanoski 19 Lukanoski 19 Kjirilovski, Ivanov 3 |  | Sport and Music Complex Affluence : 35 Arbitres : Samu Turunen (FIN), Stefan Stefanov (BUL), Davit Kikhyan (ARM) |

## Classement Final
| Rank                       | Team              | Record |
| -------------------------- | ----------------- | ------ |
| Médaille d'or, Europe      | Lettonie          | 7–0    |
| Médaille d'argent, Europe  | Croatie           | 6–1    |
| Médaille de bronze, Europe | Turquie           | 6–1    |
| 4                          | Suisse            | 4–4    |
| 5                          | Pays-Bas          | 5–3    |
| 6                          | Royaume-Uni       | 3–4    |
| 7                          | Irlande           | 4–3    |
| 8                          | Kosovo            | 3–4    |
| 9                          | Suède             | 4–3    |
| 10                         | Portugal          | 4–3    |
| 11                         | Hongrie           | 4–3    |
| 12                         | Monténégro        | 3–4    |
| 13                         | Bulgarie          | 3–4    |
| 14                         | Danemark          | 4–4    |
| 15                         | Autriche          | 4–4    |
| 16                         | Arménie           | 1–6    |
| 17                         | Macédoine du Nord | 4–3    |
| 18                         | Slovaquie         | 2–4    |
| 19                         | Estonie           | 1–5    |
| 20                         | Géorgie           | 2–5    |
| 21                         | Albanie           | 0–6    |

|  | Promu en Division A |